# 何塞·路易斯·冈萨雷斯
何塞·路易斯·冈萨雷斯·达维拉（西班牙語：José Luis González Dávila，1942年9月14日—1995年9月8日），墨西哥男子足球运动员，司职中场。他曾代表墨西哥国家队参加1966年和1970年国际足联世界杯。